# Моріс (роман)
«Моріс» (англ. Maurice) — роман Едварда Моргана Форстера, історія молодого гомосексуала, представника середнього класу пізньої вікторіанської Англії. Хоча Форстер показував свій твір деяким друзям, за життя він уникав його публікації через негативне суспільне та правове ставлення до гомосексуальності. Роман вийшов лише 1971 року, вже після смерті автора.
Ідея роману народилася у Форстера під час його візиту 1912 року до свого друга поета Едварда Карпентера до Дербіширу. Прообразом любовних відносин між аристократом Морісом Голлом і чорноробом Алеком Скадером стали стосунки Карпентера з Джорджем Мерріллом (вони познайомилися 1891 року і, попри надто велику соціальну нерівність між ними, прожили разом аж до смерті Меррілла 1928 року).

## Сюжет
Моріс Голл постає перед читачем 14-річним підлітком під час дискусії зі шкільним учителем про те, що таке секс і як відбуваються статеві стосунки між чоловіком та жінкою. Цей епізод задає тон для решти оповіді в романі. Хлопчик не розглядає шлюб із жінкою як ціль у житті і він розуміє, що вчитель не здатний побачити щось ще за межами так званої соціальної норми.
Ставши студентом Кембриджу, Моріс відчуває емоційне та сексуальне пробудження. Він закохується у свого товариша Клайва Дарема, який знайомить його з давньогрецькими літературними творами про гомосексуальне кохання. Але стосунки між молодими людьми ніколи не сягають сексу. Через деякий час Клайв заявляє, що має намір одружитися. Форстер не залишає сумнівів, що шлюб цей буде нещасним, а сексуальне життя Клайва безрадісним.
Моріс дорослішає. Кинувши навчання в університеті, він отримує хорошу роботу як біржовий маклер у лондонському Сіті. Як і раніше, відчуваючи прихильність до свого друга, він приймає запрошення погостювати в маєтку Даремів. Тут Моріс знайомиться з молодим лісником на ім'я Алек Скаддер, з яким через якийсь час стає близьким. Але Алек, роздратований зарозумілістю Моріса, вдає, що має намір шантажувати його. Після нетривалого періоду з'ясування стосунків і після звістки, що Алек може назавжди залишити Англію та емігрувати до Аргентини, Моріс остаточно вирішує пов'язати своє життя зі Скаддером і «жити з ним довго та щасливо». Він востаннє відвідує Клайва, щоб попрощатися та розповісти про свої нові стосунки. Той вражений: такого розвитку подій він явно не очікував. Моріс зникає у лісі, щоб повернутися до Алека.

### Альтернативний фінал
Існують дві версії роману. На титульному аркуші першого рукопису 1914 року рукою Форстера написано: " Опублікувати, а воно того варте? " У цій версії прізвище Моріса було Гілл і був присутній додатковий епілог, що розгортається через кілька років, де Алек і Моріс, ставши лісорубами, щасливо продовжують жити разом. Описувалася і зустріч Моріса з його сестрою Кітті, з якої випливало, що Моріс віддалився від своєї сім'ї, яка весь цей час не знала про його місцеперебування.
У 1932 і в 1959—1960 роках автор відредагував початкову версію, прибравши додатковий епілог, оскільки він не сподобався редакторам. Саме цей варіант і опубліковано 1971 року. Форстер писав, що, хоча фінал його роману і неправдоподібний (та й майбутнє у стосунках Алека та Моріса виглядало досить невизначеним), він не хотів бачити своїх героїв нещасними.

## Екранізація
Сюжет роману «Моріс» ліг в основу однойменного фільму, знятого режисером Джеймсом Айворі 1987 року, а також вистави, поставленої 1998 року.